# Željezna zavjesa
Željezna zavjesa (eng. Iron Curtain, rus. Железный занавес) popularan je izraz koji se koristio za graničnu liniju koja je dijelila Europu u dva odvojena politička bloka; na jednoj strani bio je blok istočnoeuropskih zemalja na čelu sa Sovjetskim Savezom, a drugi su blok predstavljale zapadnoeuropske zemlje te Grčka i nepristrana Jugoslavija koje su bile u interesnoj sferi Sjedinjenih Američkih Država. Željezna zavjesa pojavila se gotovo odmah po završetku Drugoga svjetskog rata i trajala je sve do kraja hladnog rata koji je završio 1990.

## Povijest uporabe
Željezna zavjesa (njemački Eiserner Vorhang) bila je obavezna protupožarna mjera u svim kazalištima u Njemačkoj za sprječavanje širenja požara s pozornice na ostatak kazališta. Vatre su bile česte u kazalištima kroz 18. i 19. st., sve do pojave električne rasvjete, jer su se dotad rabile svjetiljke s plamenom, dok je dekor oko pozornice bio napravljen od zapaljivog materijala.  U slučaju požara željezna zavjesa sprječavala je njegovo šrirenje s pozornice na ostali dio dvorane, te je lokalizirao požar kojeg su kasnije vatrogasci mogli lakše obuzdati. 
U politici izraz "željezna zavjesa" prvi je put upotrijebila belgijska kraljica Elizabeta za opisivanje stanja između Belgije i Njemačke nakon izbijanja 1. svjetskog rata 1914. Joseph Goebbels upotrijebio je taj izraz u svojoj propagandi protiv Sovjetskog saveza u članku Godina 2000., koji je bio objavljen 1945.:
"Ako Nijemci polože svoje oružje, Sovjeti će, prema sporazumu između Roosevelta, Churchilla i Staljina, okupirati cijeli istok i jugoistok Europe uz veći dio Reicha. Željezna zavjesa pala bi preko tog golemog teritorija koji je nadzirao Sovjetski Savez, iza koje bi nacije bile masakrirane. Židovski tisak u Londonu i New Yorku vjerojatno bi još aplaudirao."
Skoro godinu dana poslije 5. ožujka 1946., Winston Churchill upotrijebio je izraz "željezna zavjesa" u svom dugom govoru na Westminster College in Fulton, Missouri SAD:
"From Stettin in the Baltic to Trieste in the Adriatic an iron curtain has descended across the Continent. Behind that line lie all the capitals of the ancient states of Central and Eastern Europe. Warsaw, Berlin, Prague, Vienna, Budapest, Belgrade, Bucharest and Sofia; all these famous cities and the populations around them lie in what I must call the Soviet sphere, and all are subject, in one form or another, not only to Soviet influence but to a very high and in some cases increasing measure of control from Moscow."